# Carlos Arthur Thiré
Carlos Arthur Thiré (Rio de Janeiro, 9 de outubro de 1917 — Rio de Janeiro, 11 de março de 1963) foi um desenhista, pintor, cenógrafo, figurinista, quadrinista e cineasta brasileiro.
Neto do Barão e famoso professor de matemática, Charles Arthur Thiré e Mary Simons Treloar. Filho de Cecil William Clive Edward Thiré, que sucedeu Charles Arthur nos caminhos da matemática, e Maria Laura Jacques Ourique, foi casado com Tônia Carrero, pai do ator Cecil Thiré e avô de Carlos  Pesce Thiré, Luisa Pesce Thiré e Miguel Pesce Thiré., do casamento de Cecil com Norma Maria Josefina Pesce e João Cavalcanti Thiré do casamento com Carolina Cavalcanti. Carlos Arthur foi casado também com  Márcia Pedroso Horta e é pai da atriz e produtora Barbara Thiré e avô de Rodrigo Thiré e Camila Thiré. 
Thiré iniciou sua carreira como ilustrador na década de 1930 no jornal A Noite, tendo sido indicado por Júlio César de Mello e Souza, amigo da família. Thiré publicou as tiras de aventura Raffles  (inspirado no personagem de mesmo nome de Ernest William Hornung) e Gavião do Riff (sobre a Legião Estrangeira) publicadas na revista Suplemento Juvenil da editora Grande Consórcio de Suplementos Nacionais de Adolfo Aizen. Também criou a série outra série sobre a Legião Estrangeira: Três Legionários de Sorte publicado nas revistas O Tico-Tico da editora O Malho e Vamos Lêr do jornal A Noite, (onde também publicou a tira Aí, Mocinho), por volta da década de 1940, deixou os quadrinhos para se dedicar ao trabalho como ator e, posteriormente, em 1949, como cenógrafo, roteirista e diretor da Companhia Cinematográfica Vera Cruz. Em 1987, um álbum reunindo as tiras Gavião do Riff e Raffles foi publicado pela EBAL de Adolfo Aizen. Em 1998, foi agraciado postumamente com o Prêmio Angelo Agostini de Mestre do Quadrinho Nacional.